# جبريل قسطنطين
جبريل قسطنطين (بالبرتغالية: Gabriel Constantino‏) هو منافس ألعاب قوى برازيلي، ولد في 9 فبراير 1995.

## وصلات خارجية
- جبريل قسطنطين على موقع الاتحاد الدولي لألعاب القوى (الإنجليزية)
- جبريل قسطنطين على موقع أوليمبيديا (الإنجليزية)